# آسیاب دوقلو
آسیاب دوقلو مربوط به دوره پهلوی اول است و در شهرستان خواف، بخش سلامی، شهر سلامی واقع شده و این اثر در تاریخ ۲۷ اسفند ۱۳۸۶ با شمارهٔ ثبت ۲۲۳۱۱ به‌عنوان یکی از آثار ملی ایران به ثبت رسیده است.